# 阿托品
阿托品（INN：atropine）或譯阿托平，又稱颠茄碱、消旋莨菪碱（dl-hyoscyamine），是一種属于抗膽鹼劑中的抗毒蕈鹼药物，用來治療神經毒氣（戰爭或恐怖攻擊中使用的神經性毒氣）或殺蟲劑中毒，也用在某些心跳過緩，與手術時減少唾液分泌。
一般會以靜脈注射或肌肉注射方式給藥，眼藥水劑型用於治療葡萄膜炎與早期弱視，以及控制近视。
靜脈注射劑型的藥物，在一分鐘內就會生效，並持續半小時到一小時左右。若是治療中毒，可能需要使用較大的劑量。
阿托品是一種蕈毒鹼受器阻斷劑，能可逆地阻碍乙酰胆碱与蕈毒鹼型乙醯膽鹼受體（也稱M乙醯膽鹼受體）结合，因而可抑制副交感神經。使用後常見的副作用有口乾、瞳孔放大、尿瀦留、便祕，以及心跳過速，對於患有隅角閉鎖性青光眼的個體通常不建議使用。尚無證據顯示孕婦使用阿托品會導致新生兒先天性障礙，但相關研究不足，故使用前應謹慎評估。個體與母乳哺育期間使用對於嬰兒可能安全。此藥物是一種属于抗膽鹼劑中的抗毒蕈碱药，能抑制副交感神經系統而發揮作用。
阿托品存在於數種茄科植物內，如顛茄、曼陀羅、毒茄蔘和木曼陀羅屬。於1833年首次被分離出來。左旋莨菪碱为天然构型，经提取处理后得到的消旋莨菪碱即为阿托品。。阿托品列名於世界卫生组织基本药物标准清单之中。市面上有其通用名藥物販售，每毫克的批發價約在0.06到0.44美金之間。

## 藥理作用

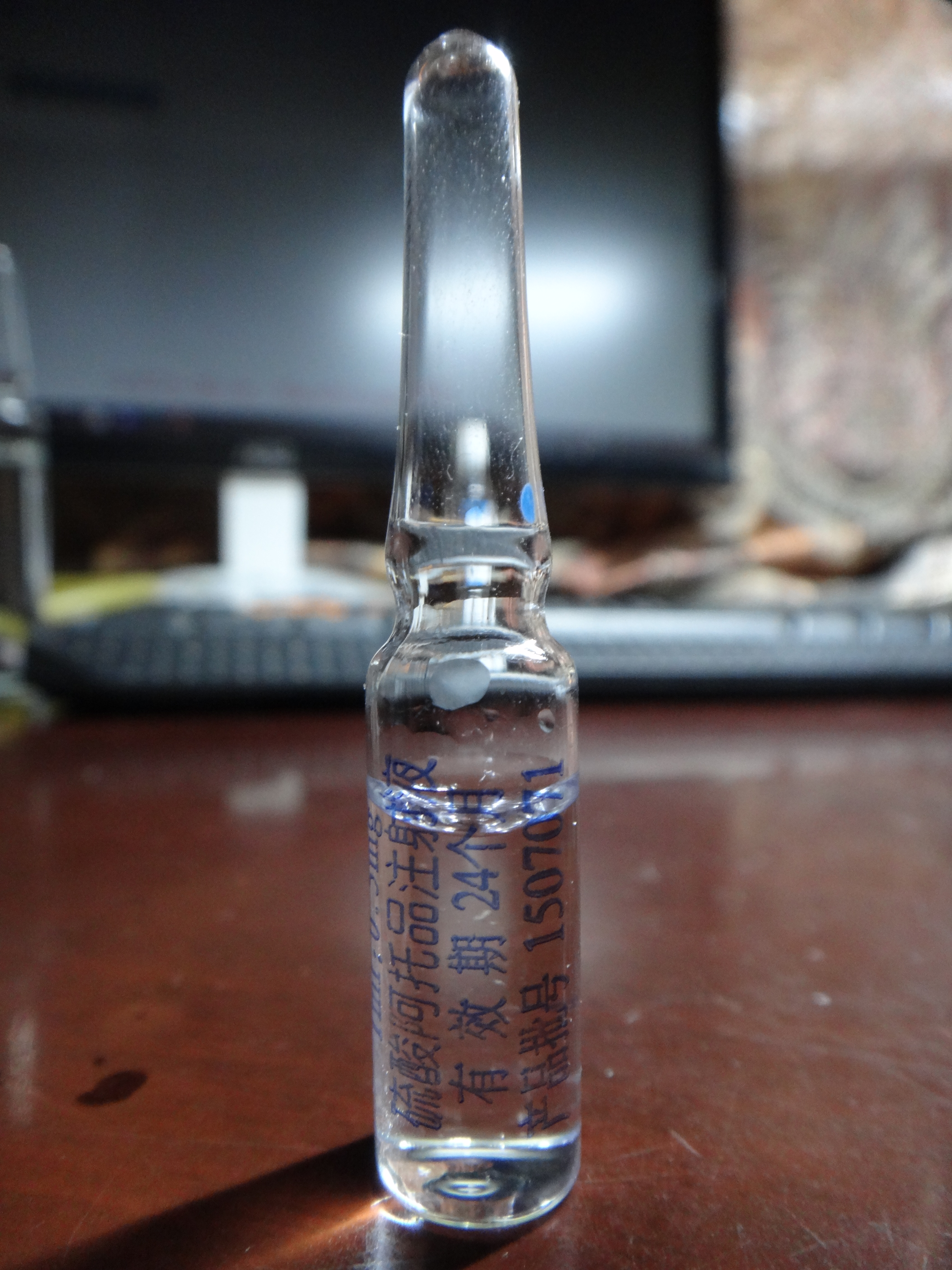
一支安瓿裝的阿托品注射液，濃度為每毫升0.5毫克。

阿托品是乙醯膽鹼的競爭性抑制物，能与毒蕈鹼型乙醯膽鹼受體可逆的結合，但无内在活性，特别是能阻断节后胆碱能神经元支配的效应器细胞上的乙醯膽鹼受體，抑制神經興奮（尤其是副交感神經）。阿托品對於毒蕈鹼型乙醯膽鹼受體中的M1、M2、M3亞型受器之间的作用幾乎沒有差別。阿托品對唾液腺、支气管腺体、汗腺的作用最明顯；对脏器平滑肌和心脏的作用中等；对分泌胃酸的胃壁細胞的作用最不明顯。

### 眼睛
瞳孔的括约肌由副交感神經末梢的蕈毒鹼受器來刺激活化，阿托品阻斷這個過程，使得交感神經活性相對強。其表现为：
- 瞳孔放大

虹膜括約肌上的毒蕈鹼型乙醯膽鹼受體被阻断，括约肌松弛。而虹膜括約肌未受前述受體支配，保持原有肌张力，而使得瞳孔放大，失去对光反射。
- 眼压升高

由于瞳孔放大使得虹膜向四周退缩，压迫前房角，使得前房角间隙变窄，房水回流障碍，造成房水积聚，眼压升高。
- 调节麻痹

支配睫状肌的毒蕈鹼型乙醯膽鹼受體被阻断，睫状肌松弛向四周退缩，使悬韧带拉伸，晶状体被拉扁，屈光度降低。使得眼睛在看近物时，无法聚焦而模糊不清。

### 心血管系統
- 心脏

心房富含副交感神經纖維，其上的竇房結對於阿托品阻斷蕈毒鹼受器非常敏感。低剂量的阿托品可阻断副交感神經节后纖維的M1受体，使得部分人群的心率短暂且轻微的减慢。中高剂量的阿托品可阻断窦房结M受体，使迷走神经部分或全部失去对心脏的抑制作用，导致心率加快。心率增加的程度与迷走神经对心脏的控制程度呈負相关，迷走神经对心脏的控制张力越高则心率增加得越显著。
- 血管与血压

因绝对多数小动脉等阻力血管不受胆碱能神经元支配，所以治疗剂量的阿托品几乎不影响动脉血压。但中毒剂量及少数正常剂量下的患者会出现皮肤血管扩张，面部潮红等现象，其机理尚不明确。
阿托品也曾被用於預防兒童插管期間的心跳過緩。然而這種做法所根據的證據，並未受到支持。

### 腺体分泌
小剂量的阿托品可使唾液腺、汗腺、泪腺及呼吸道腺体的分泌显著减少。阿托品雖然未獲美國食品藥物管理局（FDA）正式核准用於治療多汗症和預防臨終病患的喉頭痰鳴，但醫師們已將其應用於這些方面（參見仿單標示外使用）。另外对胃酸、胃黏液和胃蛋白酶的分泌量也有一定影响。在嬰兒或是兒童身上會造成體溫過高。

### 内脏平滑肌
阿托品具有松弛内脏平滑肌的作用，特别是当其处于痉挛状态下，效果更为显著。但腸道除了蕈毒鹼受器，也受其他種類的受器在支配，故阿托品阻斷蕈毒鹼受器不能完全使腸道停止活動。可显著的解除胃肠道平滑肌痉挛，降低蠕动幅度和频率。可解除膀胱逼尿肌痉挛。可轻微的解除输尿管、胆管、支气管和子宫平滑肌痉挛。阿托品也对括约肌有一定效果，但不稳定。

### 中枢神经系统
治疗量的阿托品对中枢神经系统的作用不明显，随着剂量的不断增加，其作用为先兴奋后抑制。大剂量（1~2毫克）可兴奋延髓呼吸調節中樞；更大剂量（2~5毫克）可兴奋大脑，出现烦躁不安、多言等现象；中毒剂量（10毫克以上）可出现幻觉、方位感障碍及惊厥等；严重中毒时则出现昏迷。

### 神經毒劑
阿托品可作為有機磷酸酯中毒的解毒劑，其作用機制是阻斷有機磷酸酯類殺蟲劑和神經毒劑（如塔崩 (GA)、沙林 (GB)、梭曼 (GD) 和 VX神經毒劑（VX））所導致的乙醯膽鹼在毒蕈鹼受體上的過度作用。軍隊為應對化學武器攻擊的風險常備有裝填阿托品和肟類藥物的自動注射器，以便迅速將藥物注入大腿肌肉。對於已出現明顯神經毒氣中毒症狀的患者，應盡可能地使用最大劑量的阿托品。臨床上，阿托品通常會與解磷定等肟類藥物合併使用。
冷戰時期，曾發生企圖在自由歐洲電台員工餐廳的鹽罐中摻入阿托品，藉此毒害員工的事件。

## 药代动力学
口服吸收迅速，1小时后達到最大血藥濃度。生物利用度约80%。半衰期为2小时至2.5小时，分佈體積为2~4 公升/公斤。阿托品亦可经黏膜吸收，但皮肤吸收差。吸收后广泛分布于全身组织，可透过血脑屏障及胎盘屏障，作用维持3~4小时。肌内注射约80%的药物在12小时内经肾臟排泄，其中1/3为原型药物，其余的为水解产物游离阿托品碱基和与葡萄糖醛酸结合的代谢产物。阿托品通过房水循环排出较慢，故滴眼后，其作用可持续72小时至1周。

## 临床应用
阿托品可缓解因副交感神经兴奋而导致的肠痉挛及抑制汗腺、黏液腺分泌、抑制迷走神经，从而加快心率、散大瞳孔及松弛支气管、肠道和其他平滑肌。阿托品的静脉剂型可使用在心动过缓时急救，在有机磷农药与神经毒气中毒时搭配氯解磷定等胆碱酯酶复活剂，在气管插管前减少分泌物。在紧急状况下，阿托品可以经气管内管给予。阿托品的眼科剂型可以散朣并且麻痺睫状肌，在虹彩炎时避免虹膜与晶状体粘连。口服、肌肉注射、静脉注射等方式可在肠易激综合征（irritable bowel disease）、消化性溃疡等肠胃疾病中使用。其他的适应症包含气喘、近视以及手术后散朣。主要的適應症有：
- 解除胃肠道、胆道、泌尿道平滑肌痉挛
- 抑制胃酸分泌
- 用于急性微循环障碍，严重心动过缓，颈动脉窦晕厥，Ⅰ度房室传导阻滞
- 锑中毒引起的阿-斯综合征，有机磷農药中毒，急性毒蕈中毒，對抗乙醯膽鹼的毒蕈鹼樣作用。
- 麻醉前抑制腺体分泌
- 减轻帕金森氏症患者强直及震颤症状，并能控制其流涎及出汗过多。
- 眼科用于散瞳及对虹膜睫状体炎的消炎止痛。

### 解除平滑肌痉挛
阿托品广泛适用于各种内脏痉挛导致的绞痛。对胃肠道绞痛效果迅速且明显，对胆绞痛和肾绞痛常须与镇痛药合用。阿托品因具有松弛逼尿肌和增加括约肌张力的作用，所以其还适用于遗尿症，及尿频、尿急。

### 抑制腺体分泌
全身麻醉前皮下注射阿托品可减少呼吸道腺体分泌，防止分泌物阻塞呼吸道引起吸入性肺炎。阿托品还用于治疗盗汗及流涎症。由于胰腺主要受局部刺激影响而非受迷走神经支配，所以阿托品对胰腺的直接作用很小，但由于阿托品可显著的抑制消化道蠕动及胃排空，延迟了酸性的食糜进入十二指肠，使肠促胰液肽释放减少，从而可以应用于急性胰腺炎的治疗。

### 眼科
阿托品滴眼可鬆弛睫状肌和瞳孔括约肌，扩张血管利于炎症消退，防止虹膜与晶状体粘连，用于治疗虹膜睫状体炎。此外，睫状肌和瞳孔括约肌松弛后，可消除神经对晶状体的影响，有利于晶状体屈光度的测定。
阿托品有抗胆碱能作用，其滴眼液能有效减缓儿童近视的发展；但可能会出现调节困难以及结膜乳头或结膜滤泡形成等副作用。所有剂量的阿托品似乎效果相似，但剂量越高副作用越大。因此，最常使用的是0.01%低剂量阿托品，因为其副作用较少，且停药后近视反弹恶化的可能性也较小。

### 抗休克
大剂量的阿托品可解除血管痉挛，改善微循环，提高心脏功能，提高细胞的抗逆性，稳定溶酶体和线粒体等细胞器，减少溶酶体酶和休克因子的释放，利于缓解休克症状。主要应用于感染性休克，休克早期效果较好，偶尔也应用于出血性休克。

### 抗心律失常
阿托品对解除迷走神经对心脏的抑制作用，可用于治疗迷走神经过度兴奋引起的窦房阻滞、房室阻滞等缓慢型心律失常，及窦房结功能低下引起的室性异位节律。

### 解救有机磷中毒
注射大剂量阿托品是解救有机磷中毒的重要措施。需反复足量使用，对于严重中毒昏迷者，使用的剂量需更大，使之出现瞳孔放大，面部潮红及轻度躁动不安等体征。对于中度和重度中毒者还必须合用胆碱酯酶复活剂。随着胆碱酯酶的活力逐渐恢复，需逐渐降低阿托品的用量，以避免阿托品中毒。  有机磷神经毒剂如沙林，以及氧化乐果，敌百虫的中毒的解毒药。因副作用较大，近些年使用血液灌流联合血液透析以代替传统的阿托品解毒法。
用量：皮下注射, 1-2毫克，每1~2小時1次。靜脈注射，重度中毒用2~10毫克，立即用靜脈注射。以後1~5毫克靜脈注射，每10~30分鐘1次。

## 禁忌症
- 青光眼[16]、前列腺肥大[16]、麻痹性肠梗阻[16]、潰瘍性结肠炎[16]、胃食道逆流及器质性幽门梗阻患者禁用。

## 不良反应
常见的副作用有视力模糊、便秘、口干、排尿困难、畏光、心跳過速、皮肤干燥，老年人容易发生排尿困难、便秘，也易诱发青光眼、中暑。

## 中毒救治
以镇静药或抗惊厥药拮抗阿托品对中枢神经系统的兴奋作用。以毛果芸香碱或毒扁豆碱等膽鹼能藥（拟胆碱药）拮抗其周围神经系统作用。

## 药物相互作用
與乙醯膽鹼酯酶復活藥（將被抑制的乙醯膽鹼酯酶恢復活性的藥物）合用，有協同效果。

## 歷史

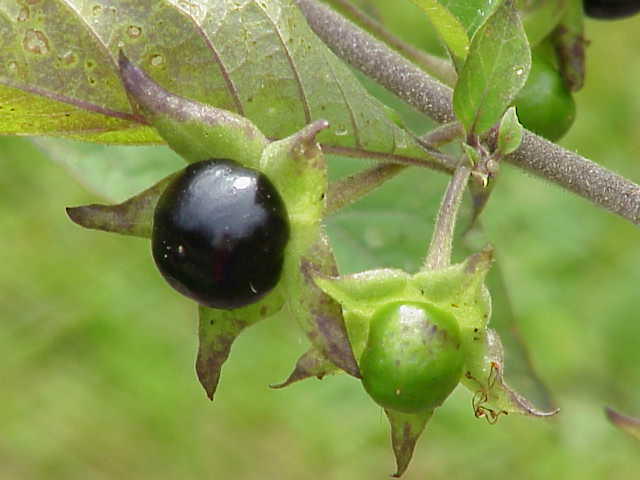
名為顛茄的植物所結的果實。

西元一世紀時，古羅馬時期的希臘醫生與藥理學家迪奧斯科里德斯就已認識到曼陀羅酒可作為麻醉劑，用於治療疼痛或失眠，並在外科手術或燒灼術前使用。
埃及天仙子屬（另一種茄科植物）富含阿托品的萃取物，在西元前最後一個世紀被克麗奧佩特拉七世用來放大她的瞳孔，希望使她看起來更具魅力。同樣地，在文藝復興時期，女性也使用顛茄漿果的汁液來放大瞳孔，以達到美容目的。
顛茄萃取物的藥理學研究始於德國化學家弗里德利布·費迪南德·龍格 (1795–1867年)。隨後在1831年，德國藥劑師海因里希·F·G·梅因 (Heinrich F. G. Mein，1799-1864年) 成功製備出該活性物質的純結晶形態，並將其命名為阿托品 。最終，德國化學家里夏德·維爾施泰特在1889年确定其化學結構，1901年完成阿托品的首次合成。
阿尔贝特·拉登堡發現阿托品可由托品鹼與托品酸經酯化反應而得，於是開始嘗試利用各種羧酸製造不同的托品鹼酯，其中以α-羥基苯乙酸生成的后马托品最为著名，因其比阿托品的作用時間短，所以在眼科診治上有應用價值。另從阿托品的氮原子烷基化所得到的四級銨鹽，也是一種抗痙攣藥，因具有極性而被血腦屏障隔離，因此不影響中樞神經。

## 理化性质
- 无色结晶或白色晶性粉末，无臭，味苦。
- 熔点114－116℃，熔融时分解。
- 极易溶于水，易溶于乙醇，不溶于乙醚或氯仿。
- 水溶液呈中性。
- 遇碱性物質（如硼砂）分解。
- pKb=4.35
- 毒性:大鼠一次经口LD50=750 毫克/公斤 （Cahen, Tvede）

## 天然來源
阿托品是一種天然化合物，存在於許多茄科植物中。主要的植物來源有：顛茄、毛曼陀羅、聖曼陀羅、洋金花和曼陀羅。其他含有阿托品的植物還包括木曼陀羅屬（天使的號角）和天仙子屬。

## 合成
通過托品和托品酸在鹽酸環境中的反應，可得到阿托品。

## 生物合成
L-苯丙氨酸是阿托品生物合成的起始原料，它首先經歷轉氨基作用生成苯丙酮酸，隨後被還原為苯乳酸。苯乳酸接著與脫品發生偶聯反應，由輔酶 A催化，生成莨菪鹼。莨菪鹼再通過細胞色素P450介導的自由基重排轉化為莨菪胺醛。莨菪胺醛最終被還原為 (-)-莨菪胺，而阿托品則是 (-)-莨菪胺消旋化的產物。

## 社會與文化
顛茄之所以擁有 "belladonna" 這個物種名，是因為在義大利語中它意指"美麗的女人"，而反映出早期人們利用顛茄擴大瞳孔以追求美麗的習俗。不僅如此，阿托品這種化學物質的名稱，以及顛茄的植物屬名，都與希臘神話中負責切斷生命線的命運三女神中的阿特羅波斯相關聯。

### 法律地位
歐洲藥品管理局人用藥品委員會於2025年3月採納一項正面意見，建議批准商品名為Ryjunea的上市許可，此藥物可減緩3至14歲兒童的近視進展。藥物的申請人是Santen Oy公司。

## 外部連結
- 阿托品 Atropine （页面存档备份，存于） 中草藥化學圖像數據庫 (香港浸會大學中醫藥學院) （中文）（英文）
- 维基共享资源上的相關多媒體資源：阿托品